# BuzzFeed
BuzzFeed (БаззФид) — интернет медиа-компания, основанная в 2006 году в Нью-Йорке. Джона Перетти, основатель BuzzFeed, изначально задумывал компанию как небольшую интернет-лабораторию, в настоящее же время компания выросла в международный медиа-портал, обозревающий широкий спектр тем: от международной политики до телевизионных сериалов и творческих мастер-классов.

## Развитие компании и сайта

### История
Джона Перетти, уже создавший в мае 2005 года успешное онлайн-СМИ The Huffington Post, однако чувствовавший, что не в полной мере реализует свои способности, совместно с Джоном Джонсоном (англ. John Johnson) и Кеннетом Лерером (англ. Kenneth Lerer) в мае 2006 года основывает компанию Contagious Media. Компания занималась изучением вирусного маркетинга в интернете, в особенности в социальных сетях. В результате этих исследований в ноябре 2006 года был созданы компания и сайт BuzzFeed. Первый материал на сайте был написан главным редактором Пегги Вонг (англ. Peggy Wang). В поисках инвестиций в проект его создатели представляют оригинальный концепт — естественную (нативную) рекламу. Этот концепт был принят успешно, и в июне 2008 года BuzzFeed Inc. получает инвестиции в размере 3,5 миллионов долларов США от компаний SoftBank и Hearst Corporation. В это же время компания с 9 сотрудниками достигает отметки в миллион уникальных посетителей сайта c момента его основания. В этом же году на сайте появляется первый обретший огромную популярность интернет-мем, созданный BuzzFeed — «Disaster Girl». Развитие компании продолжалось бурными темпами, и в 2010 году она получает инвестиции от венчурной компании RRE Ventures, а также от инвесторов Рона Конвэя (англ. Ron Conway) и Криса Диксона (англ. Chris Dixson) в размере 8 миллионов долларов США.
В феврале 2011 года компания AOL приобретает The Huffington Post, и Джона Перетти смог сконцентрироваться исключительно на BuzzFeed. Спустя почти год, в январе 2012, компания вновь получает финансовую поддержку инвесторов в размере 15,5 миллионов долларов США. В этот раз инвестиционные контракты с BuzzFeed заключили венчурные компании New Enterprise Associates, Lerer Ventures, Hearst Interactive Media, SoftBank и RRE Ventures. В октябре 2012 года компания открывает офис в Лос-Анджелесе. 
В январе 2013 года компания заключает инвестиционные контракты на сумму 19,3 миллионов долларов США с уже устоявшимися партнерами 2012 года и с Майклом и Кэсс Лазероу (англ. Michael Laserow, англ. Kass Laserow), а в марте уже выходит на международный уровень, открыв офис в Великобритании. И в августе 2013 года, 87 месяцев спустя основания BuzzFeed, Джона Перетти в обращении к сотрудникам объявил о рекордных заработках компании и о том, что она начала приносить прибыль. В августе 2014 года BuzzFeed удваивает инвестиционный капитал, получив 50 миллионов долларов США от Andreessen Horowitz.
19 ноября 2020 года было объявлено о покупке HuffPost у Verizon Media и создании стратегического партнёрства между покупателем и продавцом.

### Плагиат-скандал BuzzFeed
27 июля 2014 года сайт Gawker опубликовал материал, в котором редактор отдела политики Бенни Джонсон (Benny Johnson) обвинялся в плагиате. В статье утверждалось, что Бенни Джонсон копировал тексты из Википедии, U.S. News & World Report и из различных пресс-релизов. Причем он просто изменял несколько слов в отдельных предложениях и публиковал материалы на сайте. Последующее расследование доказало этот факт и выявило 41 случай плагиата. Компания быстро отреагировала на кризис, уволив Бенни Джонсона и удалив все скопированные материалы с сайта, а главный редактор BuzzFeed Бен Смит (Ben Smith) принес извинения читателям.

## Структура сайта

### BuzzFeed News
BuzzFeed News является разделом сайта, посвящённым серьёзной новостной журналистике. Бен Смит, главный редактор, придаёт этому разделу огромное значение.

Говорят, что молодёжи новости безразличны. Это чепуха, ведь они так влияют на их жизни. BuzzFeed может стать новым CNN.
Оригинальный текст (англ.)They say young people don't give a sh*t about news. That's a bunch of malarkey. Because it affects their lives so much. BuzzFeed can be the next CNN. 
— Бен Смит, главный редактор BuzzFeed
Поэтому к новостным и серьёзным журналистским работам редакция подходит ответственно, даже понимая, что это может не принести сайту такого огромного потока посетителей, как развлекательный контент.
Одним из новостных материалов BuzzFeed, которые обрели огромную популярность несмотря на свою серьёзность, стала фотостатья «36 фотографий из России, которые надо увидеть». Статья иллюстрировала ущемление прав представителей ЛГБТ-сообщества в России в преддверии Зимних Олимпийских игр в Сочи.
В марте 2022 года в отделе произошли сокращения.

### BuzzFeed Buzz
Раздел BuzzFeed Buzz является автоматически генерируемым отделом, в котором отражаются все наиболее популярные на настоящий момент времени материалы сайта — те, которые получили больше всего просмотров и которыми больше всего «делились» пользователи.

### BuzzFeed Life
Раздел BuzzFeed Life формируется из различных материалов, связанных с обычной, бытовой жизнью пользователей и призванных её неким образом улучшить. Раздел состоит из нескольких подразделов: Еда (Food), «Сделай сам» (DIY), Стиль (Style), Родители (Parents), Путешествия (Travel), Здоровье (Health). Темы материалов, появляющихся в этом разделе, разнятся от таких, как «21 способ сделать День рождения Вашего ребёнка экстра-особенным», до «Исчерпывающей истории причёсок Брэда Питта». Одна из лучших статей журналистки Сьюзи Армитаж (Susie Armitage) описывает трудности при изучении русского языка, высмеивает лингвистические проблемы и напрасные усилия иностранных студентов.

### BuzzFeed Entertainment
Данный раздел сайта BuzzFeed посвящён различным формам развлечений, главным образом телевизионным сериалам, фильмам и телешоу. Новые статьи попадают в раздел по мере публикации — это один из немногих разделов BuzzFeed, где материалы сортируются по времени публикации, а не количеству просмотров.

### BuzzFeed Quizzes
Раздел BuzzFeed Quizzes полностью состоит из тестов, которые составляют как пользователи, так и редакция BuzzFeed. Тесты охватывают множество тем, от политических (Например, «За какого кандидата от партии демократов Вам стоит проголосовать на выборах мэра Нью-Йорка») до шуточных («Какая Суперкрошка Вам ближе всего»). Эти тесты получили огромную популярность и даже фигурировали в одном из эпизодов «Шоу Эллен Дедженерес».

### BuzzFeed Video
Этот раздел составляется исключительно из видеоматериалов самой разной тематики, в нём публикуются различные видео, в том числе и производства BuzzFeed Motion Pictures, дочерней компании BuzzFeed Inc. Видеохостингом материалов является сайт YouTube, на котором у BuzzFeed имеется 11 каналов: BuzzFeedVideo, BuzzFeed News, BuzzFeed Celeb, Boldy, BuzzFeed Violet, BuzzFeed Blue, After Party, BuzzFeed Food, Tasty, BuzzFeed Nifty, Pero Like. На февраль 2018 года основной YouTube канал «BuzzFeedVideo» имеет 18,4 млн подписчиков. В будущем компания намерена развивать видео-сегмент сайта, постепенно уходя от GIF-формата к коротким видео.

## Критика
BuzzFeed неоднократно подвергался критике за внедрение естественной рекламы в свои материалы. Так, управляющий редактор The Wall Street Journal Джерард Бэйкер (Gerard Baker) в своей речи перед студентами факультета журналистики Нью-Йоркского университета отметил, что слияние рекламы и журналистики не может быть допустимым и что естественная реклама может стать для изданий своего рода «фаустианским договором». Однако одновременно с критикой BuzzFeed он оценил качество публикуемых сайтом журналистских материалов как хорошее. Телеведущий-сатирик Джон Оливер в своём шоу «Last Week Tonight» также выразил опасения насчёт концепта естественной рекламы, обвиняя BuzzFeed в создании типа материалов, которые читатель не в состоянии здраво оценить как рекламу или оригинальный материал.
В свою очередь, Джона Перетти в защиту BuzzFeed отметил, что редакторы «маниакально маркируют» естественную рекламу или, как её принято называть в самой компании, «branded content» (брэндированный материал). Роль BuzzFeed в таком рекламном процессе он описывает как «помощь другим компаниям в создании аутентичных историй».
Что касается новостных публикаций, BuzzFeed не принято рассматривать, как надёжный источник. При этом в достоверности и надёжности новостей сомневаются читатели вне зависимости от своей политической ориентации. Многие читатели и вовсе не рассматривают BuzzFeed, как новостной сайт. Также сайт множество раз подвергался критике за плагиат, копирование текста, изображений, статей из других сайтов, выдавая их за свои и нарушение авторских прав. 
Политическая и идеологическая ориентация сайта — либеральная прогрессивная. Редакционное руководство активно выступает за борьбу с расизмом за женские и ЛГБТ права. Анализ статей o бывшем президенте США Бараке Обаме выявил, что из 100 статей 65 были позитивными, 34 нейтральными и только одна критичная. Одновременно редакция резко отрицательно относится к деятельности Дональда Трампа и республиканский партии. Так, в 2016 году в знак протеста, редакция разорвала сотрудничество с НКРП . В январе 2017 года редакция опубликовала так называемое «досье Стила», неподтверждённый отчёт частной разведки, в котором утверждается о заговоре Дональда Трампа и президента РФ — Владимира Путина, вмешательстве России в американские выборы и дискредитации Хиллари Клинтон. «Досье Стила» не имело под собой доказательств и рассматривалось не более, чем непроверенная теория или фейк, а сам BuzzFeed подвергся критике рядом других новостных издательств, таких, как например The Washington Post, The Atlantic и NBC.

## Интересные факты
- Самым популярным видео BuzzFeed является видео «Dear Kitten» («Дорогой котёнок»), спонсированное компанией Friskies. В нём старый кот обучает юного котёнка всем тонкостям жизни в его новом доме. Это видео набрало более 29 миллионов просмотров с момента его публикации[46].
- Комнаты для совещаний в офисе компании в Нью-Йорке названы в честь прославившихся в Интернете котов, а комнаты для совещаний в офисе в Лос-Анджелесе — в честь собак.
- России посвящены несколько десятков статей BuzzFeed, например «10 причин, почему Навальный — это Хэнк из сериала „Во все тяжкие“»[47], «14 безумных фраз главного врача России»[48] и «17 странных блюд, на которых вырос каждый русский (кроме борща)»[49]. Такое внимание к России создатели сайта объясняют интересом аудитории к стране, находящейся в эпицентре международных событий[50].
- Самым популярным тестом BuzzFeed является тест «Какую карьеру Вам стоит выбрать»[51], который получил более 5 миллионов репостов.
- Около 22 500 материалов на сайте посвящены котам и кошкам, а 20 000 — собакам[52].